# Домашній чемпіонат Великої Британії 1884
Домашній чемпіонат Великої Британії 1884 став першим розіграшом міжнародного футбольного змагання, що проводився за участю чотирьох національних збірних Великої Британії — Англії, Шотландії, Уельсу та Ірландії. Перші міжнародні матчі розігрувалися з 1872 між збірними Англії і Шотландії, в 1876 і 1882 до них приєдналися збірні Уельсу та Ірландії. У 1883 році чотири футбольні асоціації провели конференцію, в ході якої було стандартизовано правила гри, а також ухвалено рішення про створення щорічного турніру за участю всіх чотирьох збірних. Турнір передбачалося розігрувати у ліговому форматі із виявленням переможця за найбільшою кількістю набраних очок.
Змагання 1884 проводилося за незвичайним розкладом. Збірна Ірландії зіграла всі свої матчі першою, зазнавши в кожному розгромної поразки. Потім було зіграно матч між Англією та Шотландією, в якому в запеклій боротьбі шотландці здобули перемогу з рахунком 1:0. І лише після цього свої матчі проти англійської та шотландської збірних зіграв Уельс, програвши в обох і тим самим гарантувавши Шотландії перемогу в першому домашньому чемпіонаті Великої Британії. Шотландія виграла останній матч турніру без багатьох провідних гравців з клубу «Квінз Парк», що грали в той самий день у фіналі Кубка Англії 1884 року

## Таблиця
| Поз | Команда       | І | В | Н | П | ГЗ | ГП | РГ  | О |  |
| --- | ------------- | - | - | - | - | -- | -- | --- | - |  |
| 1   | Шотландія (C) | 3 | 3 | 0 | 0 | 10 | 1  | +9  | 6 |  |
| 2   | Англія        | 3 | 2 | 0 | 1 | 12 | 2  | +10 | 4 |  |
| 3   | Уельс         | 3 | 1 | 0 | 2 | 7  | 8  | −1  | 2 |  |
| 4   | Ірландія      | 3 | 0 | 0 | 3 | 1  | 19 | −18 | 0 |  |